# Cyclocosmia loricata
Cyclocosmia loricata is een spinnensoort in de taxonomische indeling van de valdeurspinnen (Ctenizidae).
Het dier behoort tot het geslacht Cyclocosmia. De wetenschappelijke naam van de soort werd voor het eerst geldig gepubliceerd in 1842 door Carl Ludwig Koch.